# Morristown Medical Center
Pour les articles homonymes, voir Morristown.
Morristown Medical Center ( MMC ) est un centre médical universitaire, tertiaire, à but non lucratif, créé en 1892 avec une capacité de 735 lits situé à Morristown, New Jersey, desservant le nord du New Jersey et la région métropolitaine de New York. Avec environ 7 000 employés, c'est le plus grand employeur de Morristown et l'un des plus grands employeurs du comté de Morris, New Jersey.

## Histoire
Le centre médical de Morristown a été créé en 1892,.
En 1889, Myra Brookfield a légué sa maison et ses biens dans le but d'établir un hôpital. Elle a stipulé que la communauté dans son ensemble recueille 15 000 $ pour acheter de l'équipement et embaucher du personnel dans les trois ans suivant sa mort. En 1893, la maison était trop petite pour l'hôpital, elle a donc été vendue et les bénéfices ont été consacrés à l'achat d'une plus grande installation - un ancien presbytère du centre-ville de Morristown, utilisé comme hôpital de fortune par George Washington plus de 100 ans plus tôt.
L'hôpital Morristown Memorial a ouvert ses portes le 17 octobre 1893. Très tôt, l'hôpital a mis en place une unité d'isolement pour les patients atteints de maladies contagieuses. Comme les épidémies à grande échelle étaient une réalité de la vie dans l'Amérique du XIXe siècle, ce service a contribué à ralentir ou à prévenir la propagation de maladies dangereuses dans la communauté. En 1898, un nouveau bâtiment pour l'hôpital a été donné par George Goelet Kip, nommé Anna Margaret Home for Convalescents en l'honneur de sa défunte épouse. Au tournant du siècle, Morristown Memorial disposait d'une salle d'opération, d'un équipement de radiographie, d'un laboratoire de pathologie et d'une clinique externe.
L'hôpital a embauché Jennie A. Dean, sa première femme médecin, pour diriger le laboratoire de pathologie en 1913, sept ans avant que les femmes américaines n'aient le droit de vote. Sa sœur, Elvira Dean, a été embauchée pour diriger le service de radiologie.
- 1921 - Le service ambulatoire ouvre ses portes, précurseur du service d'urgence actuel (bien que l'hôpital n'ait remplacé son ambulance hippomobile par une ambulance motorisée qu'en 1924).
- 1938 - L'hôpital crée une section des tumeurs pour étudier et traiter le cancer; cette même année, la radiumthérapie a été introduite.
- 1952 - Morristown Memorial emménage dans une nouvelle installation sur Madison Avenue. Dans les années 1960, l'hôpital double de taille.
- 1996 - Les hôpitaux Overlook et Morristown Memorial ont uni leurs forces sous le nom d'Atlantic Health.
- 2002 - L'hôpital pour enfants de Goryeb a ouvert ses portes à côté du campus de l'hôpital Morristown Memorial.
- 2008 – Ouverture de l'Institut cardiovasculaire Gagnon.
- 2009 - Morristown Memorial Hospital a changé son nom pour Morristown Medical Center, qui fait partie du système de santé de l'Atlantique.

## Statistiques
À partir de 2021, le Morristown Medical Center comprend:
- Employés : 6 483
- Médecins/Fournisseurs : 1 863
- Médecins résidents : 219
- Lits autorisés : 735[7]
- Entrées : 42 814
- Naissances : 4 954
- Visites d'urgence : 93 362
- Visites ambulatoires : 811 251

Avec environ 7 000 employés, c'est le plus grand employeur de Morristown et l'un des plus grands employeurs du comté de Morris, New Jersey.

## Spécialités
L'hôpital est l'établissement phare du système de santé de l'Atlantique et le plus grand centre médical du système. Morristown Medical Center est affilié à la Sidney Kimmel School of Medicine de l'Université Thomas Jefferson.
Le centre médical de Morristown est reconnu comme centre régional de traumatologie de niveau I par l' American College of Surgeons, désigné niveau II par l'État du New Jersey et centre périnatal régional de niveau III. Il dispose d'un héliport sur le toit pour recevoir et expédier les patients d'évacuation médicale.
Les domaines de spécialité comprennent:
- Cardiologie et chirurgie cardiaque
- Oncologie adulte et pédiatrique
- Orthopédie
- Soins intensifs et d'urgence
- Gynécologie
- Gériatrie
- Gastro-entérologie et chirurgie gastro-intestinale
- Pneumologie et chirurgie pulmonaire
- Urologie
- Réadaptation pour patients hospitalisés
- Soins intensifs néonataux
- Neurosciences
- Maternité et santé des femmes

## Affiliations et Accréditations
Morristown Medical Center est l'hôpital officiel de l'équipe de football des Jets de New York. Le centre de formation Atlantic Health Jets à Florham Park, NJ, est le siège social de la franchise de l'équipe. Le campus comprend une structure de 120 000 pieds carrés pour abriter des installations de formation intérieures et des salles de classe; et un terrain de 86 000 pieds carrés où les joueurs des Jets s'entraînent sur un terrain en gazon artificiel intérieur pleine grandeur.
Morristown Medical Center est affilié à la Sidney Kimmel School of Medicine de l'Université Thomas Jefferson.
Morristown Medical Center est un Magnet Hospital for Excellence in Nursing Service, le plus haut niveau de reconnaissance pouvant être obtenu par l' American Nurses Credentialing Center pour les établissements qui fournissent des services de soins aigus.

## Récompenses et distinctions
- Le Morristown Medical Center a été classé numéro un des hôpitaux du New Jersey par US News & World Report pendant quatre années consécutives[15].
- US News & World Report a reconnu le Morristown Medical Center comme un chef de file national en cardiologie et chirurgie cardiaque (# 42), orthopédie (# 30), gynécologie (# 28), gériatrie, gastro-entérologie et chirurgie gastro-intestinale, pneumologie et chirurgie pulmonaire et urologie[15].
- Morristown Medical Center est le seul hôpital du New Jersey nommé l'un des «50 meilleurs hôpitaux» d'Amérique pendant sept années consécutives par Healthgrades[16].
- Newsweek a désigné Morristown Medical Center comme l'un des meilleurs hôpitaux au monde (le 46e meilleur hôpital aux États-Unis et le numéro un dans le New Jersey), le meilleur hôpital pour la prévention des infections et l'un des meilleurs hôpitaux intelligents au monde[17].
- Le Morristown Medical Center a été inclus dans la liste Becker's Healthcare 2020 des "100 grands hôpitaux en Amérique"[18].
- Leapfrog a reconnu Morristown Medical Center avec une note de sécurité hospitalière «A», sa plus haute, treize fois consécutives, et le prix Centers for Medicare and Medicaid Services avec sa note la plus élevée de cinq étoiles en 2020[19].
- Morristown Medical Center nommé sur la liste Fortune et IBM Watson Health 100 Top Hospitals® en 2021[20].
- Morristown Medical Center reconnu comme « Leader in LGBTQ Healthcare Equality » depuis 2013 par la Human Rights Campaign (HRC) Foundation[21].
- En 2020, l'hôpital a reçu 8 Women's Choice Awards classés parmi les 2 % supérieurs en bariatrie, les 6 % supérieurs en sécurité des patients, les 1 % supérieurs en obstétrique, les 1 % supérieurs en soins cardiaques, les 2 % supérieurs en soins anticancéreux, les 8 % supérieurs en soins du sein., top 4 % en soins de l'AVC et meilleure expérience patient[22].

## Hôpital pour enfants de Goryeb
Le Goryeb Children's Hospital est un hôpital pour enfants situé sur le campus du Morristown Medical Center et fournit des soins pédiatriques de la petite enfance à 21 ans,,. L'hôpital dispose d'un large éventail de spécialités et sous-spécialités pédiatriques. En 2019, une unité de soins intensifs pédiatriques agrandie de 15 lits a été ouverte pour augmenter le nombre de cas pédiatriques critiques que l'hôpital pourrait traiter.
L'hôpital abrite également une unité de soins intensifs néonatals de niveau III de 34 lits dédiée aux soins des nouveau-nés. L'USIP et l'USIN sont directement rattachées à plusieurs chambres à coucher du Manoir Ronald McDonald pour les parents et les frères et sœurs.

### Prestations de service
Les services pédiatriques offerts à l'hôpital pour enfants de Goryeb comprennent:
- Médecine de l'adolescence
- Médecine d'urgence
- Pédiatrie générale, néonatologie
- Allergies et immunologie
- Santé comportementale
- Tumeurs cérébrales
- Cardiologie
- Services craniofaciaux
- Soin critique
- Diabète et Endocrinologie
- Gastro-entérologie et nutrition
- La génétique
- Hématologie et oncologie
- Maladies infectieuses
- Néphrologie
- Neurologie et Neurochirurgie
- Orthopédie
- Soins palliatifs
- Physiatrie
- Réadaptation physique
- Pneumologie
- Rhumatologie
- Opération
- Urologie

### Prix
En 2020, l'hôpital pour enfants de Goryeb a reçu deux prix du classement des hôpitaux des Women's Choice Awards ; Meilleur hôpital pour enfants et meilleurs soins d'urgence pédiatriques.

## Décès notables
La liste suivante est classée par ordre chronologique, en fonction de la date de décès :
- Frederick T. van Beuren Jr. (1876–1943)[31]
- Lyman Pierson Powell (1866-1946)[32]
- Elias Bertram Mott (1879-1961)[33]
- George Washington Jr. (1899–1966)[34]
- Edward Francis Cavanagh Jr. (1906–1986)[35]
- Anne Homer Doerflinger (1907–1995)[36]